# Feliks Reyzner
Feliks Reyzner (Rejzner, Reisner) (ur. 1 czerwca 1819 w Czechach w pow. złoczowskim - zm. 24 maja 1866 w Tarnopolu) – prawnik, adwokat, ziemianin, poseł do Sejmu Krajowego Galicji i austriackiej Rady Państwa
Ukończył studia prawnicze na uniwersytecie w Wiedniu (1841), w 1844 uzyskał tam doktorat. Po studiach był aplikantem adwokackim we Lwowie, następnie prowadził kancelarię adwokacką w Samborze (1855) i Tarnopolu (1856-1866). Od 1847 był współwłaścicielem a od 1852 jedynym właścicielem majątku Laszki Górne w pow. bóbreckim. 
Był posłem do Sejmu Krajowego Galicji I kadencji (1861–1867), Wybrany w III kurii obwodu Tarnopol, z okręgu wyborczego Miasto Tarnopol. Zmarł w czasie trwania kadencji, na jego miejsce w październiku 1866 wybrano Zygmunta Rodakowskiego. Był także posłem do austriackiej Rady Państwa I kadencji ( 11 maja 1861 - 20 września 1865), wybrany przez Sejm z kurii VIII – delegat z grona posłów miast Brody i Tarnopol
Zmarł w Tarnopolu, pochowany na miejscowym cmentarzu. 

## Rodzina
Syn ziemianina Mathiasa - Macieja (zm. w 1847). W 1857 ożenił się z Angelą Justiną z domu Grolle, mieli syna polskiego malarza Mieczysława Reyznera (1861-1941).  